# Metopheltes chinensis
Metopheltes chinensis là một loài tò vò trong họ Ichneumonidae.